# Спецвыпуск в вакцинацию
«Спецвыпуск в вакцинацию» (англ. South ParQ The Vaccination Special) — второй спецвыпуск американского мультсериала «Южный Парк». Премьера эпизода сериала состоялась 10 марта 2021 года одновременно на телеканалах Comedy Central и MTV2 в США, и вскоре после этого стала доступна на веб-сайте South Park Studios, а также на цифровых платформах и платформах Comedy Central. На следующий день эпизод также стал доступен на сервисе HBO Max в США.
Сюжет эпизода включает жителей Южного Парка, требующих вакцины от COVID-19, в то время как новая группа боевиков выступает против вакцинации. Во второстепенном сюжете Картман, Стэн и Кайл переоценивают свою дружбу, которая была испытана и испорчена пандемией. В эпизоде также упоминаются последствия президентских выборов в США в 2020 году, штурма Капитолия США в 2021 году и Paramount+. Как и в случае со «Спецвыпуском в пандемию», шли споры о том, является ли эпизод частью 24 сезона или отдельным спецвыпуском.
Реакция критиков оказалась лучше, чем на «Спецвыпуск в пандемию», с похвалой на сценарий, сюжет, юмор и социальные комментарии. После «Спецвыпуска в пандемию» этот эпизод имеет самый высокий рейтинг в сериале за несколько лет, собрав 1,74 миллиона зрителей на Comedy Central и в общей сложности 3,47 миллиона зрителей к концу ночи. Это была самая просматриваемая программа вечера и в настоящее время эпизод № 1 среди молодежи в 2021 году.

## Сюжет
Отчаявшись получить вакцину от COVID-19, учителя начальной школы Южного парка мистер Маки и мистер Адлер идут в аптеку Walgreens, внешне напоминающую эксклюзивный ночной клуб. Снаружи очередь, учителя и большинство горожан не имеют доступа, так как принимаются только пожилые люди. В школе Эрик Картман говорит Стэну Маршу и Кайлу Брофловски, что он и Кенни Маккормик устроили шутку, положив кетчуп на стул своей учительницы четвертого класса миссис Нельсон, чтобы, когда она сядет, он переместился на ее белое платье делая вид, будто у нее месячные. Когда проводится розыгрыш, Картман радостно фотографирует миссис Нельсон, которая унижена и сразу же бросает в гневе, что она рискует своей жизнью, обучая непривитых.
Бывший президент США мистер Гаррисон возвращается в Южный парк в сопровождении своего нового помощника г-на Сервиса и возобновляет свою прежнюю преподавательскую работу, пытаясь вернуть свою жизнь в нормальное русло. В продуктовом магазине к Гаррисону обращается семья Уайт. Боб Уайт, член QAnon, говорит ему, что он и другие белые всегда были на стороне Гаррисона. Затем он спрашивает Гаррисона, что следует сделать QAnon, чтобы остановить вакцинацию. Гаррисон резко отвечает, говоря ему, чтобы он «вынул себе дерьмо из дырки». Уайт неверно истолковывает инвективу Гаррисона как закодированную инструкцию по распространению теорий заговора QAnon среди детей. Затем Уайт приказывает членам QAnon стать частными репетиторами или «Туторноном», чтобы они могли обучать детей различным теориям заговора. Вернувшись в школу, Гаррисон раздражен, узнав, что большинство его учеников были исключены из школы и получают частные уроки, потому что их родители ненавидят его.
Под видом группы под названием «Kommunity Kidz», подвергнутые критике со стороны своих одноклассников за период розыгрыша, Картман, Стэн, Кайл и Кенни решают загладить свою вину, приобретая востребованные вакцины для своих учителей. Мальчики попадают в Walgreens, подкупая уже вакцинированную пожилую женщину, но когда она требует больше денег, они в конечном итоге крадут поднос с вакцинами. Картман хочет продавать вакцины через Интернет, Стэн хочет, чтобы мальчики сами принимали вакцины, в то время как Кайл вынужден передать некоторые дозы своим родителям. Оставив в стороне свои разногласия, мальчики отправились в школу, чтобы сделать прививки своим учителям, но их остановили Lil 'Qties, группа детей, воспитываемых их репетиторами QAnon. Между двумя сторонами разгорается драка, к которой присоединяются члены QAnon и горожане, желающие получить вакцины.
Гаррисон противостоит семье Уайт и узнает о QAnon и его теориях заговора об «элите». Уайт призывает Гаррисона, все еще сопровождаемого мистером Сервисом, присоединиться к нему в борьбе с голливудской элитой. Все трое необъяснимо переносятся в полярный пейзаж, где Уайта высмеивают аниматоры шоу, превращая его в гигантский пенис, свинью и другие формы. Гаррисон призывает невидимых аниматоров позволить ему вернуться к тому, как все было, и ему отвечает мистер Сервис, превращающийся в бывшего марионеточного мистера Гаррисона, мистера Шляпа.. Тем временем Картман, Стэн и Кайл начинают обсуждать новый план поступления в школу, но Картман отвлекается, представляя серию все более сложных вариантов того, как они могут поделиться Кенни как другом, теперь, когда дружба троицы была разрушена взаимным недоверием. Гаррисон решает сотрудничать с элитой и организует прибытие самолета Air Israel с вакцинами, достаточными для каждого взрослого. Картман, Стэн и Кайл наконец входят в школу, чтобы сделать прививку учителям, но миссис Нельсон уже больна и умирает от COVID-19. На ее похоронах горожане отмечают вакцинацию.

## Культурные отсылки
Некоторые фотографии знаменитостей можно увидеть на доске объявлений Роберта Уайта, на которых изображены:
- Опра Уинфри
- Джордж Клуни
- Том Хэнкс
- Эллен Дедженерес
- Мэтт Стоун и Трей Паркер в кадре из фильма 1998 года «БЕЙСкетбол»
- Хиллари Клинтон
- Джо Байден

## Отзывы
Алек Боялад из Den of Geek дал эпизоду 4 из 5 звезд, написав, что «„Спецвыпуск в вакцинацию“ намного превосходит „Спецвыпуск в пандемию“ и является одним из лучших эпизодов Южного парка за последние несколько лет». Боялад также оценил акцент на детей начальной школы Южного парка, а не на их родителей, хотя чувствовал, что сценаристы не были уверены, что делать с QAnon.
Бен Трэверс из IndieWire оценил эпизод на «B» и закрыл свой обзор вопросом «(Мэтт) Стоун и (Трей) Паркер могут делать все, что захотят, с „Южным парком“. У них есть власть. Но если Америка решит притвориться, что все может просто вернуться в нормальное русло, какой толк в силе притворяться иначе?».
Дэн Кэффри из The A.V. Club оценил эпизод на «B» и отметил, что «Мир чувствует себя намного более странным, чем он чувствовал себя, когда в 2005 году вышел в эфир „Застрявший в чулане“, и более компетентный главнокомандующий и вакцина не собираются волшебным образом перенести все обратно в лучшие времена сразу же. Эта печальная правда придает изображению QAnon в сериале тот покорный юмор, который проник в шоу в годы правления Трампа — признание того, что невозможно преувеличить то, что уже преувеличено».
Джесси Шедин из IGN дал эпизоду 8 из 10, заявив, что «Второй раз оказался очаровательным для нового автономного специального формата „Южного Парка“. „Спецвыпуск в вакцинацию“ подчеркивает, что между тем, чтобы дать фанатам приятное возвращение к классическим сезонам, а также исследуя идею о том, что вы действительно никогда не сможете вернуться к нормальной жизни».
Согласно Newsweek, настоящие сторонники QAnon положительно отреагировали на эпизод, несмотря на высмеивания теории, полагая, что их изображение в эпизоде помогло распространить их убеждения и побудило зрителей провести собственное исследование теории заговора.